# Burak Çalık
Burak Çalık (* 5. Februar 1989 in Erzincan) ist ein türkischer Fußballspieler.

## Karriere

### Verein
Çalık begann mit dem Vereinsfußball in der Jugend von Erzincanspor. Im Sommer 2006 erhielt er hier einen Profivertrag, spielte aber weiterhin eine Spielzeit ausschließlich für die Reservemannschaft. In seiner zweiten Saison erkämpfte er sich einen Stammplatz in der Profimannschaft.
Zur Spielzeit 2008/09 wechselte er zum Zweitligisten Altay Izmir. Hier gelang ihm auf Anhieb der Durchbruch. Mit elf Ligatreffern wurde er der treffsicherste Spieler seiner Mannschaft. Darüber hinaus erzielte er beim Stadtderby gegen Karşıyaka SK zwei Treffer und spielte sich so in die Herzen der Fans. Sowohl in seiner ersten Spielzeit als auch in seiner zweiten Spielzeit bei Altay verpasste er mit seiner Mannschaft erst in der Relegationsphase den Aufstieg in die Süper Lig. Die dritte Spielzeit erzielte er in 24 Ligabegegnungen lediglich zwei Treffer. Nachdem Altay İzmir in der Spielzeit 2010/11 der Klassenerhalt misslang, verließ Çalık den Verein.
Zur neuen Saison wechselte er zum Süper-Lig-Aufsteiger Samsunspor. Hier kam er über ein Reservistendasein nicht hinaus, so verbrachte er die Rückrunde als Leihgabe beim Zweitligisten Adanaspor. Mit diesem Verein schaffte er es in der Spielzeit 2011/12 bis ins Playoff-Finale der TFF 1. Lig. Im Finale unterlag man in der Verlängerung Kasımpaşa Istanbul 2:3 und verpasste somit den Aufstieg in die Süper Lig erst in der letzten Begegnung.
Zur Saison 2012/13 kehrte er zu dem mittlerweile in die TFF 1. Lig zum abgestiegenen Samsunspor zurück und spielte hier eine halbe Spielzeit. Zur Rückrunde wechselte er zu Adanaspor und unterschrieb hier einen Zweieinhalbjahresvertrag.
Für Adanaspor erzielte Çalık in 28 Spielen vier Tore. Zur Saison 2013/14 wechselte zum Aufsteiger Balıkesirspor. Mit diesem Klub wurde er zum Saisonende Vizemeister der TFF 1. Lig und stieg damit in die Süper Lig auf.
Nachdem Balıkesirspor im Sommer 2015 den Klassenerhalt verfehlt hatte, wechselte Çalık zum Zweitligisten Adana Demirspor. Zur Saison 2016/17 wurde Çalık zusammen mit seinem Teamkollegen Abdulkadir Özgen vom Ligarivalen Balıkesirspor verpflichtet.
Nach zwei Jahren, 52 Zweitligaeinsätzen und 13 Toren wechselte er zum Ligakonkurrenten Denizlispor. Mit Denizlispor konnte er die Meisterschaft der TFF 1. Lig 2018/19 und den Aufstieg in die Süper Lig feiern.

### Nationalmannschaft
Im Alter von 20 Jahren lief Çalık sechsmal für die türkische U-21-Nationalmannschaft auf.

## Erfolge
Denizlispor
- Meister der TFF 1. Lig und Aufstieg in die Süper Lig: 2018/19